# Christopher Douglas
Christopher W. Douglas (ur. 29 sierpnia 1969 w Knoxville) – amerykański aktor telewizyjny i model.

## Życiorys

### Wczesne lata
Urodził się w Knoxville, w stanie Tennessee jako syn Jimmy’ego i Jacque Douglasów, ma pochodzenie szkockie, irlandzkie i ze strony matki czirokeskie. Po ukończeniu w 1987 Webb School, studiował medycynę na Uniwersytecie Stanowym Tennessee.

### Kariera
Rozpoczął pracę jako model reklamujący wyroby Versace czy Armaniego, brał udział w kampaniach reklamowych piwa Miller Beer, kosmetyków Old Spice, produktów mleczarskich American Dairy Association oraz znalazł się na liście 50 Najpiękniejszych Chłopaków magazynu „YM”.
Na dużym ekranie zadebiutował rolą tytułowego bohatera w latach młodzieńczych w dramacie Tiger Warsaw (1988) z Patrickiem Swayze. Następnie trafił na mały ekran w jednym z odcinków sitcomu Świat według Bundych (Married... with Children, 1994) oraz gościnnie wystąpił w serialu NBC Saved by the Bell: The College Years, Honor i obowiązek (Honor and Duty), erotycznej serii Pamiętnik Czerwonego Pantofelka (Red Shoe Diaries) z Davidem Duchovnym oraz teledysku Tori Amos „Cornflake Girl” (1994).
Sławę w Hollywood otworzyła mu rola Dylana Moody’ego w operze mydlanej ABC Tylko jedno życie (One Life to Live, 1994-97). Pojawił się także niezależnym filmie sci-fi Cyber rozbójnicy (Cyber Bandits, 1995) u boku Grace Jones. Najbardziej stał się jednak znany jako Antonio Brian Lopez-Fitzgerald w operze mydlanej NBC Passions (2001-2007).
Jego zainteresowania poza planem filmowym to łucznictwo, piesza wycieczka, kajakarstwo i fotografowanie.

### Życie prywatne
Był związany z Joyce. W 2007 poślubił Darcy.

## Filmografia

### filmy fabularne
- 1988: Tiger Warsaw jako młody Chuck 'Tiger' Warsaw
- 1995: Cyber Bandits jako Daniel
- 1997: Cienie wojowników (Assault on Devil's Island, TV) jako Chase
- 2000: Zagrała Mona Lisa (Playing Mona Lisa) jako Threeway Tommy

### seriale TV
- 1994: Prawo Burke’a (Burke’s Law)
- 1994: Świat według Bundych (Married... with Children) jako Kevin
- 1994: Kochana ulica (Love Street) jako Eric
- 1994-97: Tylko jedno życie (One Life to Live) jako Dylan Moody
- 2001: Żar młodości (The Young and the Restless) jako Sean Bridges
- 2001-2007: Passions jako Antonio Brian Lopez-Fitzgerald/Brian O’Leary